# Herman Rosse
Pour les articles homonymes, voir Rosse.
Herman Rosse est un décorateur néerlando-américain né le 1er janvier 1887 et mort le 13 avril 1965. Il gagna l'Oscar des meilleurs décors pour le film La Féerie du jazz de John Murray Anderson.

## Filmographie partielle
- 1930 : La Féerie du jazz (King of Jazz) de John Murray Anderson
- 1933 : The Emperor Jones de Dudley Murphy